# Krotekaker

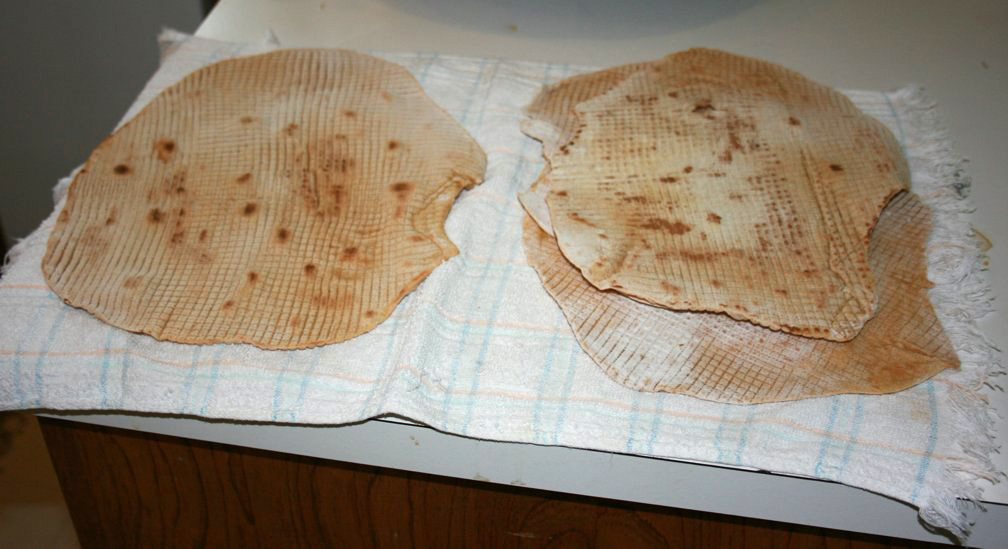
Krotekaker

Krotekaker (ou hardangerkaker) é um pão-folha tradicional da região de Hardanger, na Noruega.  
O krotekaker seco pode ser feito em grandes quantidades e armazenado sem refrigeração durante longos períodos de tempo. É uma espécie de lefse fino. Em norueguês, krote significa rolo e kake significa bolo. É comum pensar-se que todos os tipos de lefse contêm batatas, mas tal não se verifica, sendo o krotekaker um bom exemplo disso, uma vez que não contém esse ingrediente.
A preparação do krotekaker é mais do que uma receita. É uma oportunidade para pequenas reuniões de vizinhos, na área rural da costa do fiorde de Hardanger. Participam normalmente entre três a quatro pessoas nesta actividade. A preparação pode demorar um dia inteiro e oferece tempo suficiente para a partilha de histórias e novidades.
Os ingredientes incluem farinha de trigo integral, fermento, açúcar mascavado, margarina, ovos e sal.